# 치퉁기자

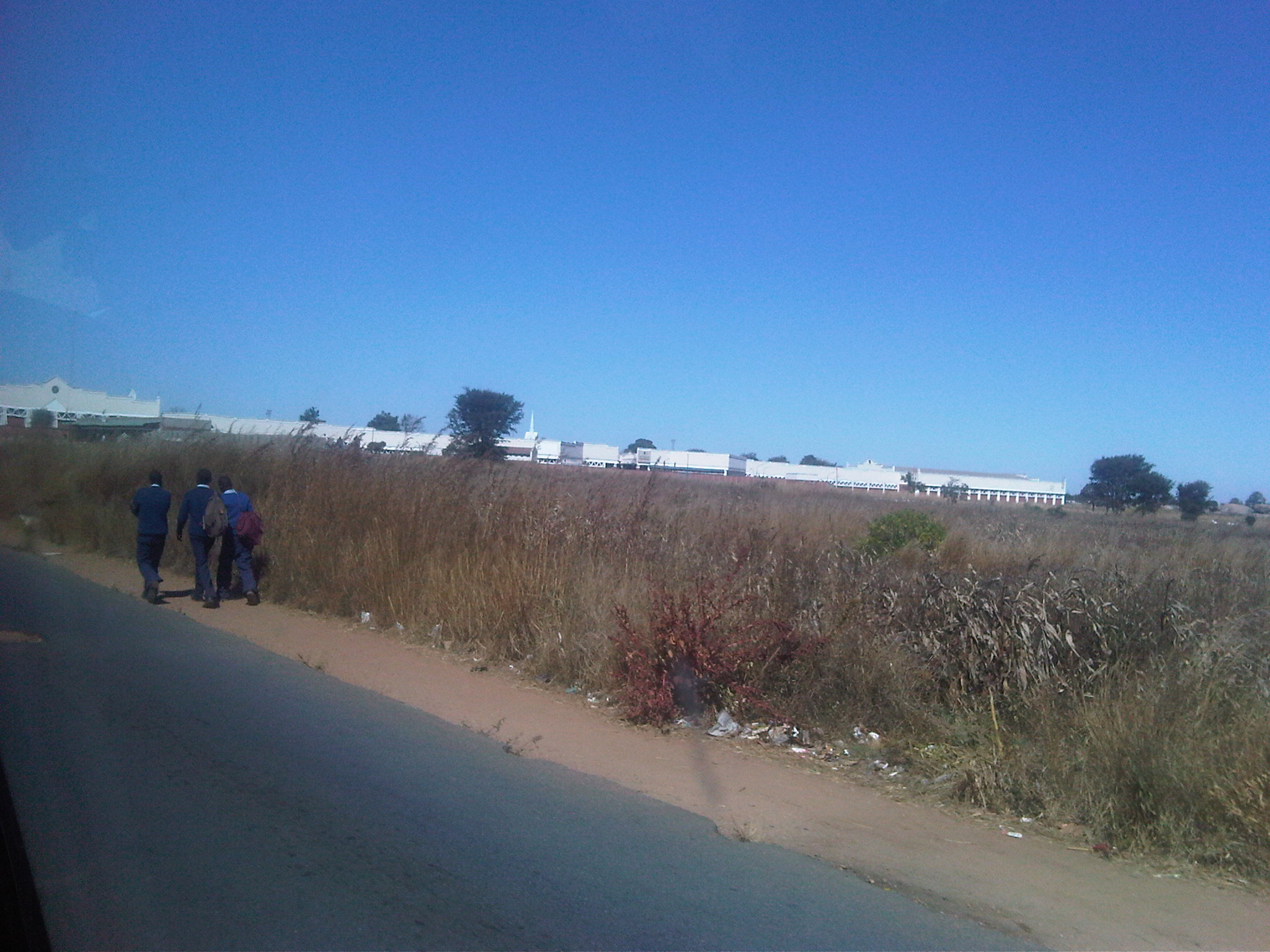

치퉁기자(Chitungwiza)는 짐바브웨의 도시로, 수도인 하라레 중심부에서 남동쪽으로 약 30km가량 떨어져 있다.
치퉁기자는 짐바브웨에서 밀도가 가장 높은 도시에 속한다. 인구 수는 약 378,000명에 이르며 짐바브웨에서 3번째로 큰 도시이다.